# Бассевиц, Карл Фридрих фон
Граф Карл Фридрих фон Бассевиц (Бассевич; нем. Carl Friedrich von Bassewitz; 19 марта 1720, Преббереде, Мекленбург — Передняя Померания — 1783, Шверин) — председатель (президент) Тайного совета (премьер-министр) суверенного герцогства Мекленбург-Шверин (1771—1783), александровский кавалер (1763). 

## Биография

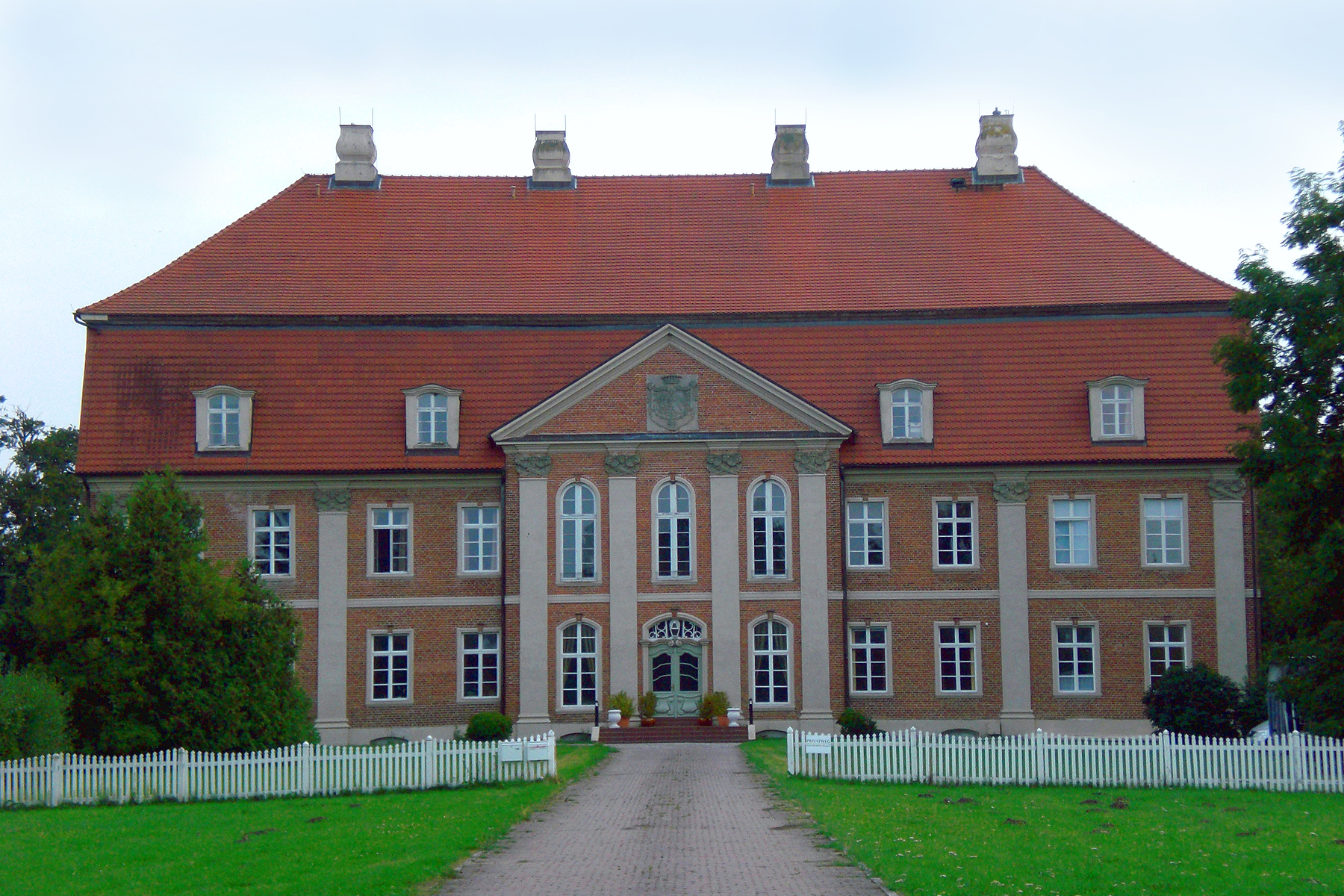
Главный дом усадьбы Преббереде (:de:Schloss Prebberede), выстроенный Бассевицем

Родился в 1720 года в Преббереде. Выходец из одной из старейших и знатнейших северонемецких дворянских семей. Семья фон Бассевиц достоверно задокументирована начиная с первой половины XIV века, однако, претендовала на гораздо более древнее происхождение; не исключается её, характерное для старого мекленбургского дворянства, происхождение от онемеченных ободритов. Сын премьер-министра Шлезвиг-Гольштейна Геннинга Фридриха фон Бассевица (1680—1749).
В 1741 году начал свою карьеру с должности советника суда в Шверине. Участвовал в разработке первой Мекленбургской конституции 1755 года (de:Landesgrundgesetzlicher Erbvergleich), которая, со многими изменениями и дополнениями, продолжала действовать вплоть до Германской революции 1918 года. 
Получив повышение до члена Тайного совета, уже к 1757 году взял на себя значительную часть управления государственными делами. В 1771 году официально получил должность президента Тайного совета (главы правительства Мекленбург-Шверина) и занимал её до конца жизни.
Период управления фон Бассевица в истории Мекленбург-Шверина был сравнительно мирным временем. В своей политике он ориентировался на Австрию и на союзную Австрии Россию. Императрицей Екатериной Великой был награждён русским орденом Святого Александра Невского (1763).
Выстроил усадебный дом в Преббереде, который хорошо сохранился до нашего времени.
Скончался фон Бассевиц в 1783 году в Шверине.
Его сыном был премьер-министр Бернгард Фридрих фон Бассевиц (1756—1816).